# Wu Penggen
Wu Penggen (chinesisch 吴鹏根; * 7. Mai 1982 in Nanjing) ist ein chinesischer Beachvolleyballspieler.

## Karriere
2005 absolvierte Wu in Brasilien sein erstes gemeinsames Turnier mit seinem langjährigen Partner Xu Linyin. Bei der Weltmeisterschaft in Gstaad belegten sie 2007 einen guten fünften Platz. Bei den Olympischen Spielen 2008 in Peking schafften sie es vor eigenem Publikum als Neunte ebenfalls in die Top Ten. Danach trennten sich Wu und Xu für ein Jahr, um seit Ende 2009 wiedervereint auf die Erfolgsspur zurückzufinden. 2010 gelangen Wu/Xu mit den Turniersiegen in Moskau und Marseille ihre größten Erfolge. 2012 nahmen sie in London zum zweiten Mal an Olympischen Spielen teil.